# Fördős László
Fördős László (Nagykáta, 1938–) magyar ötvös iparművész.

## Életút
1956-ban elkezdte az Orvostudományi egyetemet, de 1959-ben félbehagyta tanulmányait, nem szerzett itt diplomát. 1962-ben műszerész szakképesítést szerzett. Művészeti tanulmányait 1960-ban kezdte meg a művészeti tanulmányok a Dési Huber István önképzőkörben, Laborcz Ferenc szobrászművész irányítása alatt, ahol 1966-ig tanult. 1970-től ötvös szakismereti tanulmányokat is folytatott.
1971-89 között használati tárgyakat tervez, készít és forgalmaz a Képcsarnok és az Iparművészeti Vállalat hálózatán keresztül. 1978 óta a Művészeti Alap. 1993-tól a Magyar Képző és Iparművészek Szövetsége, 1994-2002 között a Gesellschaft für Goldschmiedekunst tagja. 1994 és 2002 között a Fördős Műhelygalériát működtette.

## Önálló kiállítások
- 1983 Győr
- 1994 Budapest, Csók István galéria
- 1995 Budapest, Fördős Műhelygaléria
- 2002 Budapest, Passage Galéria
- 2008 Budapest, Klebersberg Kuno Művelődési Központ

## Fontosabb csoportos kiállítások
- 1981 Miskolc, Quadriennálé
- 1995 Ötvösművészek, Péter Pál galéria, Szentendre
- 1996 Ötvösművészeti Biennálé, Ráckeve
- 1998 Ötvösművészeti Biennálé, Ráckeve
- 1998 Kortárs Magyar Ötvösség, Gödöllő
- 1998 Szolgáló Tárgyaink, Iparművészeti Múzeum, Budapest
- 1999 Ezredvégi Ékszer, Erdész Galéria, Szentendre
- 2000 Milleniumi Kortárs Ötvösművészeti Kiállítás, Vigadó Galéria,
- 2000 Az ezredforduló kézműves remekei, Iparművészeti Múzeum, Budapest
- 2000 Tahiti Pearl Trophy, Párizs
- 2001 Ékszer kiállítás és pályázat, Itami, Japán
- 2002 Ékszerkiállítás, Erdész Galéria, Szentendre
- 2002 Magyar Ötvösök Rómában
- 2003 Ékszertől a plasztikáig, Iparművészeti Múzeum Budapest
- 2003 Szakrális tárgyaink, Gödöllő
- 2005 „Ezüst, Bronz, Vas”, Budai Vár Szentmihály Kápolna
- 2006 Ékszerképek, Budai Vár Táncszínház aulája
- 2006 Kortárs Iparművészeti Kiállítás, Iparművészeti Múzeum, Budapest
- 2007 Ötvösművészeti Biennálé, Budapest
- 2007 „Karkötők fókuszban”, Erdész Galéria, Szentendre
- 2008 Craft és Design, Iparművészeti Múzeum, Budapest
- 2010  Vastól az ezüstig, Jászberény
- 2010 „Magyar Iparművészet – Mesterművek”, Magyar Alkotóművészek Háza

## Díjak
- 1971 Ajándéktárgy pályázat
- 1972 Ezüstgerely
- 1980 Alkotó Ifjúság
- 1993 Karát kiállítás I. díj
- 1995 Karát kiállítás. Nívódíj I.
- 1996 karát kiállítás II. és III. díj
- 2000 Tahiti Pearl Trophy I. díj
- 2008 Ferenczy Noémi-díj
- 2019 Szent Eligius-díj

## Külső hivatkozások
- Fördős László munkái[halott link]